# 浜松市引佐多目的研修センター
浜松市引佐多目的研修センター（はままつし いなさ たもくてきけんしゅうセンター）は浜松市浜名区引佐町井伊谷にある文化施設。併設して一体化している文化施設である浜松市引佐健康文化センターにも記述する。

## 概要
もとは引佐町役場だった浜松市引佐地域自治センターに併設して建てられている複合文化施設である。もとは引佐町営の唯一の文化施設であったが、平成の大合併により浜松市に編入された。しかし、同じく隣町で浜松市細江地域自治センターに併設されている浜松市みをつくし文化センターのような愛称は付けられていない。ホールは「浜松市いなさ人形劇まつり」や、引佐町地域のアマチュア音楽団体から、交流活動の場として現在でも主に引佐町地域の住民に積極的に利用されている。

### 引佐多目的研修センター
- 多目的ホール - 座席数400人。(うち移動席200)
- 農業研修室 - 会議室として使用可。
- 和室兼会議室
- 視聴覚研修室
- 生活研修室 - 茶室として使用可。

### 引佐健康文化センター
- アカシアホール - 座席数400人
- 会議室

## 交通アクセス
- 遠鉄バス JR浜松駅より「奥山」行バスに乗車し「井伊谷」バス停下車、徒歩5分。
- 駐車場（約70台・無料）

## その他
- 開館時間: 9:00–21:30
- 休館日: 月曜日、祝日、年末年始